# Черномордик, Виталий Ефимович
Виталий Ефимович Черномордик — один из конструкторов «С-75» (разработчик наземных средств системы), лауреат государственных премий.

## Биография
Родился в Москве 25 апреля 1923.
Окончил два курса МИИС, эвакуированного в Ташкент (1944) и Военную академию связи им. Будённого (1946).
В 1946—1949 гг. инженер, научный сотрудник НИИ-5 (НИИ артиллерийского машиностроения).
С 1949 по 1996 г. в КБ-1 (НПО «Алмаз»): инженер, начальник лаборатории № 31/1 (1951), зам. начальника лаборатории СДЦ (селекции движущихся целей) (1953), начальник сектора, зам. главного конструктора, начальник НИО — зам. главного конструктора.
Кандидат (1957), доктор (1970) технических наук. Старший научный сотрудник (1959).
Ленинская премия 1958 года (в составе коллектива) — за разработку зенитно-ракетного комплекса С-75.
Государственная премия СССР 1981 года — за участие в создании С-300П.
Награждён орденами Ленина (1968), Трудового Красного Знамени (1956) и Октябрьской революции (1985).